# Conselho Internacional de Mulheres
O Conselho Internacional de Mulheres (CIM) (em inglês, International Council of Women (ICW)) é uma organização para a promoção dos direitos da mulher, fundada em 1888 nos Estados Unidos. 
Foi fundado por Susan B. Anthony, May Wright Sewall, e Frances Willard, entre outros, numa convenção em Washington de 25 de março a 1 de abril de 1888, com a participação de delegações de nove países: Inglaterra, Irlanda, França, Noruega, Dinamarca, Finlândia, Índia, Canadá, e Estados Unidos. Tratava-se da 2ª Conferência da National Woman Suffrage Association, objetivando a criação de um Conselho Nacional de Mulheres em cada país, para atuarem juntos em prol da mulher. Teve como Conselheira no Brasil Sofia Jobim Magno de Carvalho 

## Ligação externa
- Página oficial do CIM (em inglês)